# Jörmundur Ingi Hansen
Jörmundur Ingi Hansen fue el segundo allsherjargoði (alto sacerdote) y uno de los fundadores de la organización politeísta nórdica Ásatrú en Islandia, llamada Ásatrúarfélagið, la primera en ser oficialmente reconocida por un Estado en el mundo. Jörmundur Ingi era un aprendiz de todo y una personalidad destacada en el movimiento hippie de Reikiavik.
Tras la muerte de Sveinbjörn Beinteinsson a finales de 1992, no se convocaron elecciones hasta 1994 para escoger un nuevo alto sacerdote. Los candidatos eran Jörmundur Ingi Hansen y el escultor Haukur Halldórsson. Jörmundur Ingi representaba la plataforma de continuismo mientras que Haukur prometió innovación. Jörmundur Ingi ganó con 59 votos contra 34.
Jörmundur era, como Sveinbjörn, un hombre de edad avanzada con amplio conocimiento de literatura medieval escandinava, aunque la diferencia con su predecesor era su gran habilidad de tratar con los medios de comunicación. El periodo de Jörmundur tuvo como resultado un rápido incremento de miembros en la organización, pasando de 172 (1994) a 628 (2002). El porcentaje de mujeres también se incrementó en el baremo, pasando de un 13% al 21% (2002).
En 1999, la organización consiguió su objetivo de disponer de un cementerio propio, diseñado por el Jörmundur Ingi, y el primer entierro tuvo lugar ese mismo año. En el verano de 2000, con la celebración del milenario de Cristianización de Islandia, el Estado de Islandia y la Iglesia Nacional de Islandia organizaron una celebración en Þingvellir. Ásatrúarfélagið celebraba su blót annual también en Þingvellir al mismo tiempo, dando lugar a conflictos sobre el uso de las instalaciones con algunas tensiones ideológicas subyacentes. Más de 1000 personas participaron en el evento de verano de Ásatrúarfélagið, mucho más de lo conseguido en ceremonias anteriores. En el año 2000, Ásatrúarfélagið superó a las agrupaciones budistas y bahaistas en Islandia, convirtiéndose en la primera fuerza religiosa no cristiana del país. No obstante, el crecimiento de la organización comportó inevitablemente una mayor complejidad como estamento religioso y disputas internas.
En 2002, el consejo directivo de Ásatrúarfélagið depuso a Jörmundur Ingi y fue sustituido por Jónína Kristín Berg como allsherjargoði en funciones.